# Nematanthus fissus
Nematanthus fissus là một loài thực vật có hoa trong họ Tai voi. Loài này được (Vell.) L.E. Skog mô tả khoa học đầu tiên năm 1975.